# Zajin

Fenickie zajin

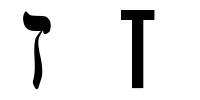
Litera zajin w kroju pisma (kolejno od prawej do lewej): nowoczesnym bezszeryfowym i tradycyjnym

Zajin zajn, zaj (ז, ز) — litera alfabetów semickich, m.in. fenickiego, aramejskiego, arabskiego i hebrajskiego.
W hebrajskim odpowiada dźwiękowi [z] (jak np. w wyrazie זברה trb. zebra – zebra).